# Amphioplus spinulosus
Amphioplus spinulosus är en ormstjärneart som först beskrevs av Jean Baptiste François René Koehler 1904.  Amphioplus spinulosus ingår i släktet Amphioplus och familjen trådormstjärnor. Inga underarter finns listade i Catalogue of Life.